# 천일여객그룹
천일여객그룹(天一旅客그룹)은 천일여객을 모기업으로 삼으며 대한민국의 기업 집단이다. 본사는 부산광역시 사상구 괘법동에 위치하고 있으며, 1949년 9월 30일에 설립되었다.

## 계열사
- 천일고속 (고속버스)
- 천일여객 (고속·시외버스)
- 고려여객 (고속·시외버스)
- 밀양교통 (시내버스)
- 천일정비공업 (정비)
- 부산서부시외버스터미널 (터미널)
- 합천시외버스정류장 (터미널)
- 천일석유 (에너지)
- 천일에너지 (에너지)
- 애플아울렛 (백화점)
- 푸드스토리 (식품)
- 일공공일중고차 (중고차)
- 천일오토모빌 (외제차)
- 라프리마 천일 (외제차)